# Биљевина
Биљевина је насељено место у саставу града Делница, у Горском Котару, Приморско-горанска жупанија, Република Хрватска.

## Историја
До нове територијалне организације налазило се у саставу бивше велике општине Делнице.

## Становништво
На попису становништва 2011. године, село је имало 4 становника.
| Националност       | 1991.      | 1981.      | 1971.    | 1961.     |
| Срби               | 3 (60,00%) | 3 (50,00%) | 0        | 0         |
| Хрвати             | 1 (20,00%) | 1 (16,66%) | 4 (100%) | 11 (100%) |
| Југословени        | 0          | 0          | 0        | 0         |
| остали и непознато | 1 (20,00%) | 2 (33,33%) | 0        | 0         |
| Укупно             | 5          | 6          | 4        | 11        |

- напомене:

У 1857. исказано под именом Белевина.